# Classificazione delle navi della Royal Navy

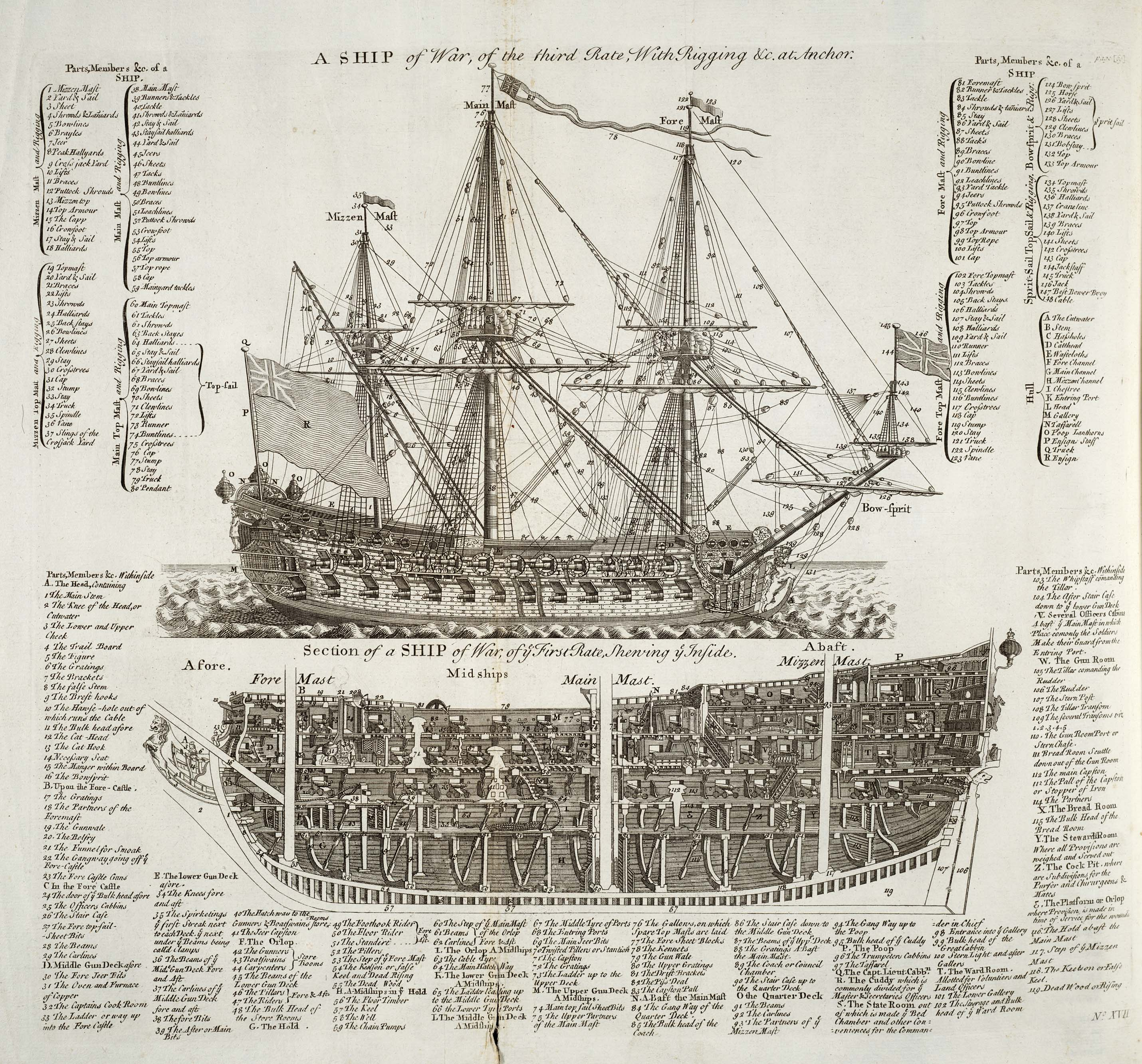
Un diagramma del XVIII secolo che illustra una nave del terzo rango (in alto) e una del primo rango (in basso)

La classificazione delle navi della Royal Navy serviva a dare un'idea della potenza di una nave da guerra britannica.
I sistemi di classificazione variarono col tempo, passando da un criterio basato sul numero dei membri dell'equipaggio ad uno basato sul numero dei cannoni.
La Royal Navy tra gli anni '70 del XVII secolo e l'inizio del XIX secolo classificò le navi da guerra secondo la loro capacità di prendere posto nella linea di battaglia e secondo il numero di cannoni con cui erano armate. A questo fine venivano calcolati solamente i lunghi cannoni a canna liscia ad avancarica e non le carronate (corti cannoni pesanti circa la metà di un equivalente cannone "lungo"), anche se poteva accadere che una nave avesse fino a dodici carronate da 24 o 32 libbre.
Durante le guerre napoleoniche la correlazione tra il numero formale di cannoni che avrebbero dovuto essere installati e l'effettivo numero installato fu solo teorica. Le prime definizioni richiedevano a un'unità di essere dotata di tre alberi a vele quadre. Le unità con meno di tre alberi erano classificate come sloop-of-war, all'epoca termine generico per indicare unità con velatura completa con dimensioni inferiori a quelle di una fregata. Le unità britanniche, a volte, erano classificate in base al loro comandante. Per esempio, se a un brigantino veniva assegnato il comando di un post-captain, l'imbarcazione diventava una fregata, ossia assumeva la classificazione minima per quel dato comandante.
Quando il sistema di classificazione venne stabilito per la prima volta, le navi di primo rango o classe avrebbero dovuto essere armate con 100 cannoni, quelle di secondo rango con 90, quelle di terzo rango con 70, quelle di quarto rango tra 54 e 60. Con il passare del tempo le navi vennero costruite con più o meno cannoni e il termine perse di rigore.
Il sistema di classificazione non gestiva navi più piccole del sesto rango, che rimanevano semplicemente non classificate. Le più grandi tra le navi non classificate erano in genere chiamate sloop-of-war (golette da guerra), ma la nomenclatura per i vascelli non classificati è piuttosto confusa quando tratta delle fini distinzioni tra brigantino, goletta da guerra, corvetta e post-ship (una nave non classificata che, per qualche motivo, era al comando di un post-captain), e nel decidere se una particolare nave è di un tipo, dell'altro, o più di uno contemporaneamente.
Le navi di sesto rango venivano usate come scorta di convogli, nei blocchi navali e per trasportare messaggi; la loro piccola dimensione le rendeva inadatte ai compiti di incrociatori che le fregate di quinto rango potevano svolgere.

## Primo rango

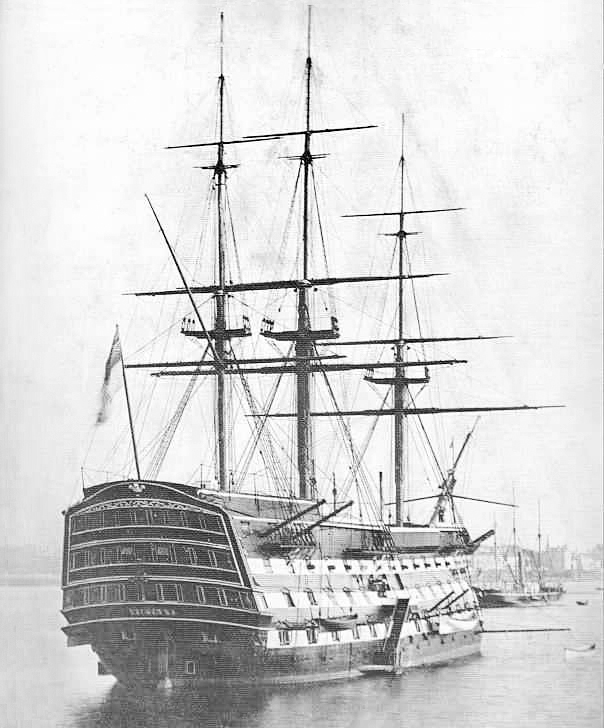
Il vascello di primo rango HMS Victory nel 1884

I vascelli di primo rango erano quelli di dimensioni maggiori, armati con 100 cannoni o più, tipicamente su tre ponti. Di norma avevano un equipaggio di oltre 850 uomini ed un dislocamento superiore alle 2.000 t. Quando venne creata questa classificazione i vascelli di primo rango erano armati con esattamente 100 cannoni, ma con il passare del tempo le navi vennero armate con sempre più cannoni, ed anch'esse vennero dette di primo rango.
Sebbene molto potenti le navi di primo rango erano lente e costose da mantenere. Per stabilità il ponte cannoni inferiore, dotato di cannoni da almeno 32 libbre, doveva essere molto vicino all'acqua e poteva essere utilizzato solo in acque molto calme; di conseguenza le navi di primo rango venivano tipicamente usate come navi ammiraglie.
Il vascello inglese di primo rango più famoso è la HMS Victory, nave ammiraglia di Nelson nella battaglia di Trafalgar. Il più grande vascello mai costruito fu invece lo spagnolo Santísima Trinidad, a quattro ponti, che trasportava inizialmente 120 cannoni, poi portati a 144.

## Secondo rango
Le navi di secondo rango erano armate con 90 cannoni, 98 al massimo, tipicamente installati su tre ponti, furono essenzialmente un tipo di nave britannica, che venne raramente costruito da altre marine europee. Con i suoi tre ponti, era poco maneggevole; in termini di potenza di fuoco, gli ottanta e i settantaquattro cannoni di terzo rango a due ponti delle marine francesi e spagnole le stavano alla pari. In ogni caso, il ponte aggiuntivo la avvantaggiava nel combattimento ravvicinato e aveva il vantaggio tattico di poter essere scambiata per una nave di primo rango, rendendo i comandanti nemici riluttanti ad attaccarla.
Di solito un vascello di secondo rango aveva un dislocamento di circa 2.000 t e imbarcava un equipaggio di circa 750 uomini. Essendo più piccola di un vascello di primo rango, montava cannoni di calibro minore sul ponte di mezzo e su quello superiore.
Potente ed in grado di combattere al centro della linea di battaglia, i vascelli di secondo rango vennero talvolta criticati per la loro lentezza e difficoltà a essere manovrati. Quando si riteneva che un vascello di primo classe fosse troppo costoso o rischioso da usare, spesso era usato un vascello di secondo rango come nave ammiraglia.
Verso il 1825-1835 i vascelli di secondo rango aumentarono numericamente in diverse marine, ed in particolare in quella Russa, Francese e Britannica, visto che si riuscì a renderli più manovrieri e veloci, rendendoli meno penalizzati rispetto a quelli di secondo rango, oltre tutto dopo la fine delle guerre napoleoniche molte marine (inclusa quella americana) tesero a costruire vascelli di terzo rango molto simili a vascelli di secondo, con un'ottantina di cannoni (invece di una settantina, com'era tipico del '700) e numerose carronate pesanti.

## Terzo rango
Le navi di terzo rango erano armate con 64-80 cannoni, tipicamente installati su due ponti. Quando venne stabilito per la prima volta il sistema di classificazione, le navi di terzo rango erano armate con 70 cannoni, ma con il passare del tempo il termine venne espanso per includere tutto l'intervallo da 64 a 80. Queste navi imbarcavano un equipaggio che variava da 490 a 720 uomini. Su 175 navi totali che la Royal Navy possedeva nel 1805, 147 appartenevano a questo gruppo.
Questa designazione divenne molto comune, poiché includeva navi da 74 cannoni, che divennero la dimensione più popolare per la marina militare di diverse nazioni. Erano più facili da manovrare delle navi di prima o secondo rango, ma possedevano comunque una potenza di fuoco sufficiente a distruggere qualunque avversario; erano anche più economiche da mantenere in servizio.
Sebbene il sistema delle classi fosse usato solo dalla Royal Navy, molti autori usano comunque il termine terzo rango per riferirsi alle navi francesi da 74 cannoni.
L'ultimo vascello a due ponti posseduto da una marina italiana fu il borbonico Monarca da 64 cannoni ad avancarica, acquisito dalla Regia Marina sabauda nel 1860 e ribattezzato Re Galantuomo, poi trasformato con scarsi risultati in pirovascello e infine radiato nel 1875.
Nel corso del Settecento i vascelli di terzo rango riguardavano la quasi totalità dei vascelli disponibili alle potenze italiane, soprattutto la Repubblica di Venezia (prevalentemente da 66, 70 e da 74) e il Regno delle due Sicilie (sia da 64 che da 74 cannoni).

## Quarto rango
Le navi di quarto rango montavano da 40 a 60 cannoni. Sebbene usate diffusamente durante la guerra dei sette anni, per l'epoca della rivoluzione americana e specialmente della rivoluzione francese e le guerre napoleoniche, le navi di quarto rango venivano considerate troppo deboli per essere inserite nella linea di battaglia. Le poche che rimanevano vennero relegate a compiti di scorta o come ammiraglie di basi distanti. Diverse vennero convertite in trasporti truppe, armate solo en flûte (cioè con la maggior parte dei cannoni rimossi o immagazzinati sottocoperta per far spazio al carico o ai passeggeri).
Alcune navi di quarto rango rimasero in servizio attivo anche durante le guerre napoleoniche, specialmente nel poco profondo mare del Nord, dove i principali avversari della Royal Navy erano i poteri baltici e l'Olanda, le cui flotte consistevano principalmente di navi da cinquanta e sessantaquattro cannoni. Comunque l'HMS Leander, una nave da cinquanta cannoni, era presente alla battaglia del Nilo. Alla fine del 1807 quattro quarto rango erano ancora attive in zone di combattimento, come illustrato dal fatale scontro tra la HMS Leopard (50 cannoni) e la fregata statunitense Chesapeake (38 cannoni) che per poco non condusse a una guerra.
Le grosse fregate inglesi armate con cannoni da 24 libbre, come la Leander e la Newcastle, che furono varate (o ridotte da esistenti due ponti di terzo rango da 74 cannoni) durante gli ultimi anni delle guerre napoleoniche e della guerra del 1812 furono in effetti classificate come quarto rango nel sistema rivisto della Royal Navy, e questa convenzione continuò nel XIX secolo. Ognuna di queste fregate di quarto rango poteva sparare a corto raggio una bordata molto superiore a quella delle precedenti due ponti da cinquanta cannoni o anche delle terzo rango da sessantaquattro cannoni.
La marina della serenissima repubblica di Venezia classificò i suoi vascelli di quarto rango come "fregate grosse".

## Quinto rango
Le navi di quinto rango erano fregate armate aventi da 32 a 40 cannoni con un ponte singolo. Normalmente agivano da esploratori veloci o in crociere di vigilanza indipendenti e potevano variare in armamento da 32 cannoni da 12 libbre a 36, 38 o anche 40 cannoni da 18 libbre. Il tonnellaggio variava da 700 a 1.450 t, con un equipaggio da 215 a 294 uomini.
Essere assegnati a una quinto rango era considerato un incarico attraente, poiché il loro incarico era l'interdizione alle navi nemiche, da trasporto, da guerra o corsare, il che poteva prospettare un premio in caso di cattura di beni o uomini per l'equipaggio.
Verso la fine del Settecento francesi ed americani iniziarono a varare fregate con cannoni lunghi da 24 libbre, gli inglesi catturarono alcune navi francesi di questo tipo, classificandole quinto rango, e copiandole (alcune delle copie furono però costruite con legno inadatto, o dolce nella terminologia britannica dell'epoca, a causa delle ristrettezze imposte dal blocco continentale, e furono di qualità decisamente peggiore rispetto agli originali e alle fregate costruite in solida quercia e pino delle asturie).

## Sesto rango
Le navi di sesto rango erano navi di piccole dimensioni, solitamente piccole fregate, armate con da 20 a 28 cannoni da 9 libbre su un singolo ponte, a volte con cannoni sulle infrastrutture superiori, a volte no. Generalmente avevano un equipaggio di 150 - 240 uomini e un dislocamento tra le 450 e le 550 t. Una nave da ventotto cannoni probabilmente aveva 18 tra ufficiali e sottufficiali, tra cui un capitano, due o tre tenenti di vascello e i sottufficiali chiave - master (capitano d'armi), chirurgo, contabile, capocannoniere, carpentiere, bosun (scritto anche come boatswain, cioè nostromo) e quattro guardiamarina. Il resto degli uomini erano l'equipaggio o lower deck.
Nei primi anni dell'Ottocento, vista la loro scarsa potenza di fuoco, erano definite "fregate somaro", e vennero progressivamente ritirate dai ruoli operativi.
Inoltre a partire dalla guerra di secessione americana stavano comparendo delle corvette (progetto americano Rattlesnake, e corvette pesanti a ponte raso francesi) con un armamento compreso tra i 20 e i 26 pezzi (in genere 8 libbre, ma talvolta superiori e con carronate). Queste unità potevano catturare una fregata leggera, con grande disonore per il comandante della fregata e per la sua marina. Di queste fregate furono mantenute in servizio solo quelle con qualità veliche eccezionali.

## Sistema di classificazione usato durante le guerre napoleoniche
| Tipo                                 | Classe           | Cannoni | Ponti (gun decks) | Uomini  | Dislocamento approssimativo in ton | In uso nel 1794 | In uso nel 1814 |
| ------------------------------------ | ---------------- | ------- | ----------------- | ------- | ---------------------------------- | --------------- | --------------- |
| Vascello di linea (Ship of the line) | 1ª classe        | 100-120 | 3                 | 850-875 | 2 500                              | 5               | 7               |
| Vascello di linea (Ship of the line) | 2ª classe        | 90-98   | 3                 | 700-750 | circa 2 200                        | 9               | 5               |
| Vascello di linea (Ship of the line) | 3ª classe        | 64-80   | 2                 | 500-650 | 1 750                              | 71              | 87              |
| Vascello di linea (Ship of the line) | 4ª classe        | 48-60   | 2                 | 320-420 | circa 1 000                        | 8               | 8               |
| Fregata                              | 5ª classe        | 32-44   | 1 o 2             | 200-300 | 700-1 450                          | 78              | 123             |
| Fregata                              | 6ª classe        | 20-28   | 1                 | 140-200 | 450-550                            | 32              | 25              |
| Sloop-of-war                         | Non classificata | 16-18   | 1                 | 90-125  | 380                                | 76              | 360             |
| Cannoniera (gun-brig) o cutter       | Non classificata | 6-14    | 1                 | 5-25    | < 220                              |                 |                 |

1. ↑  L'unità ton (solitamente unità di misura di massa britannica, da non confondere con tonnellata) in questo caso è definita come 35 piedi cubici (0,99 m³) di acqua e non è un'unità di massa. D'altra parte, 35 piedi cubici di acqua di mare corrispondono molto approssimativamente ad un long ton (2 240 libbre). Si ricorda inoltre che per le navi mercantili il ton (detto register ton) è definito come 100 piedi cubici (2,8 m³) di acqua

Ci sono molte eccezioni alla tabella sopra. Nella somma erano inclusi solo i cannoni montati su 'trucks' (ruote di legno), cannoni più piccoli usati principalmente in funzione anti-uomo come l'archibusone non erano conteggiati. Anche le carronate introdotte alla fine degli anni settanta del XVIII secolo (generalmente montate su slitta e piazzate sulle opere superiori in aggiunta all'artiglieria esistente della nave) non erano generalmente incluse nel conteggio, eccetto quando sostituivano cannoni montati su ruote esistenti. Solo successivamente, quando divennero parte dell'armamento principale delle navi, la Royal Navy iniziò a includerle nel conteggio. Nel febbraio 1817 fu introdotto un nuovo sistema di classificazione che includeva tutte le carronate nel conteggio.
Il sistema fu successivamente modificato per basarsi maggiormente sul numero di uomini dell'equipaggio.

## In altre marine
Sebbene questo sistema di classificazione fosse usato solo dalla Royal Navy, coloro che ora ne sono influenzati potrebbero comunque usare first-rate (primo rango o classe) in riferimento alle navi più grandi di altre nazioni o third-rate (terzo rango o classe) a propostito di una settantaquattro cannoni francese. Per la fine del XVIII secolo questo sistema era generalmente caduto in disuso, le navi venivano classificate in base al numero nominale di cannoni e il loro numero venne usato ad indicarne il tipo (per esempio "uno squadrone di tre settantaquattro").
Esistevano però diversi sistemi di classificazione e uniformazione nelle marine, notevolmente differenti da quello britannico, proprio perché diverse erano le marine e le esigenze (anche di prestigio) delle stesse. Per esempio in quella veneziana, dal principio del XVIII secolo, i vascelli di 1° rango erano quelli a due ponti tra 68 a 74 cannoni, i vascelli di 2° rango (detti anche "fregate grosse") erano due ponti tra 66 e i 56 cannoni, quelli d 4° rango erano i due ponti tra 54 e 40 cannoni (poi detti "fregate") e le fregatine erano le navi con meno di 40 cannoni. Quindi la marina veneziana considerava ammiraglie di 2° rango le unità che in quella britannica erano considerate di 3°, anche perché, sia per il costo, sia per la conformazione dei fondali della laguna veneta, non poteva permettersi unità da 110 cannoni.
Sistemi simili erano in uso in marine meno potenti di quelle delle tre principali potenze oceaniche (Francia, Spagna e Gran Bretagna) e delle potenze che a queste volevano conformarsi (come l'impero Russo). Inoltre la marina Francese nel corso del XVIII secolo standardizzò la produzione soprattutto su tre modelli: navi da due ponti con 80, 74 e 64 cannoni (di varie classi), cui si aggiunsero pochissime unità a tre ponti da 100-110 cannoni e poche unità a due ponti da 56 cannoni. Quella olandese si standardizzò su tre modelli 74, 68 e 56 cannoni. In entrambi i casi, talvolta, si utilizzò designare le unità maggiori come di primo rango (quindi i 100-110 per i francesi, i 74 per gli olandesi), usate come ammiraglie di squadra, quindi come secondo rango quelle con appena meno cannoni (80 per i francesi, 68 per gli olandesi), usate come ammiraglie di squadre più piccole e unità di linea, e di terzo rango quelle minori (64 per i francesi, 56 per gli olandesi), usate come semplici unità di linea (e per il loro basso pescaggio soprattutto sottocosta). Il terzo rango venne quindi a raggruppare tre tipi diversi di unità (80-74-64, queste ultime non più replicate dalla metà degli anni ottanta del XVIII secolo) nella marina francese, molto differenti per ruolo e caratteristiche, cosa che rendeva il terzo rango troppo omnicomprensivo e scomodo.